# Samuel Lount
 (février 2024).
La mise en forme du texte ne suit pas les recommandations de Wikipédia : il faut le « wikifier ».
Les points d'amélioration suivants sont les cas les plus fréquents. Le détail des points à revoir est peut-être précisé sur la page de discussion.
- Les titres sont pré-formatés par le logiciel. Ils ne sont ni en capitales, ni en gras.
- Le texte ne doit pas être écrit en capitales (les noms de famille non plus), ni en gras, ni en italique, ni en « petit »…
- Le gras n'est utilisé que pour surligner le titre de l'article dans l'introduction, une seule fois.
- L'italique est rarement utilisé : mots en langue étrangère, titres d'œuvres, noms de bateaux, etc.
- Les citations ne sont pas en italique mais en corps de texte normal. Elles sont entourées par des guillemets français : « et ».
- Les listes à puces sont à éviter, des paragraphes rédigés étant largement préférés. Les tableaux sont à réserver à la présentation de données structurées (résultats, etc.).
- Les appels de note de bas de page (petits chiffres en exposant, introduits par l'outil «  Source ») sont à placer entre la fin de phrase et le point final[comme ça].
- Les liens internes (vers d'autres articles de Wikipédia) sont à choisir avec parcimonie. Créez des liens vers des articles approfondissant le sujet. Les termes génériques sans rapport avec le sujet sont à éviter, ainsi que les répétitions de liens vers un même terme.
- Les liens externes sont à placer uniquement dans une section « Liens externes », à la fin de l'article. Ces liens sont à choisir avec parcimonie suivant les règles définies. Si un lien sert de source à l'article, son insertion dans le texte est à faire par les notes de bas de page.
- La présentation des références doit suivre les conventions bibliographiques. Il est recommandé d'utiliser les modèles {{Ouvrage}}, {{Chapitre}}, {{Article}}, {{Lien web}} et/ou {{Bibliographie}}. Le mode d'édition visuel peut mettre en forme automatiquement les références.
- Insérer une infobox (cadre d'informations à droite) n'est pas obligatoire pour parachever la mise en page.

Pour une aide détaillée, merci de consulter Aide:Wikification.
Si vous pensez que ces points ont été résolus, vous pouvez retirer ce bandeau et améliorer la mise en forme d'un autre article.

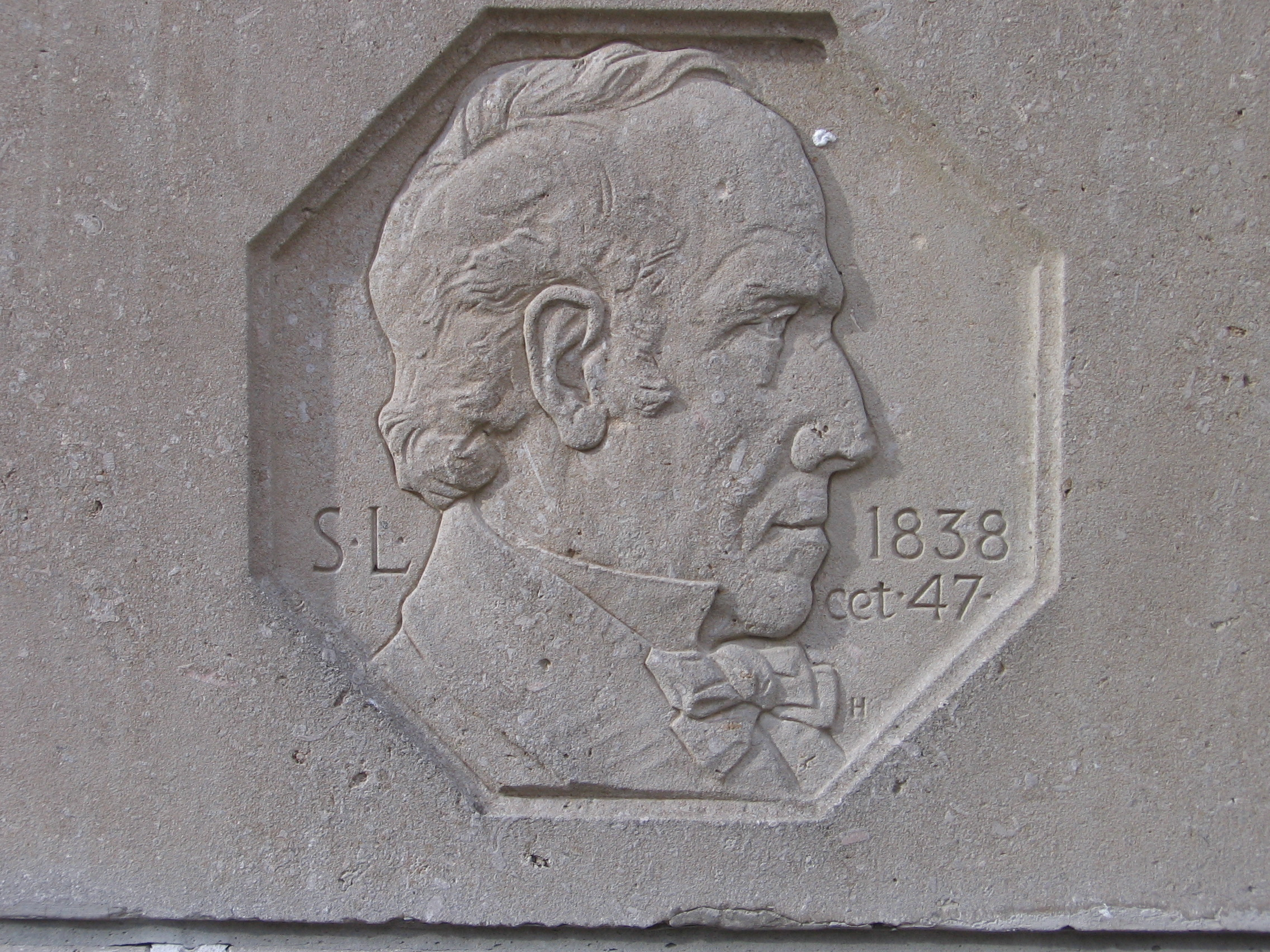
Mémorial de Samuel Lount, par Emanuel Hahn, situé à la Mackenzie House, Toronto

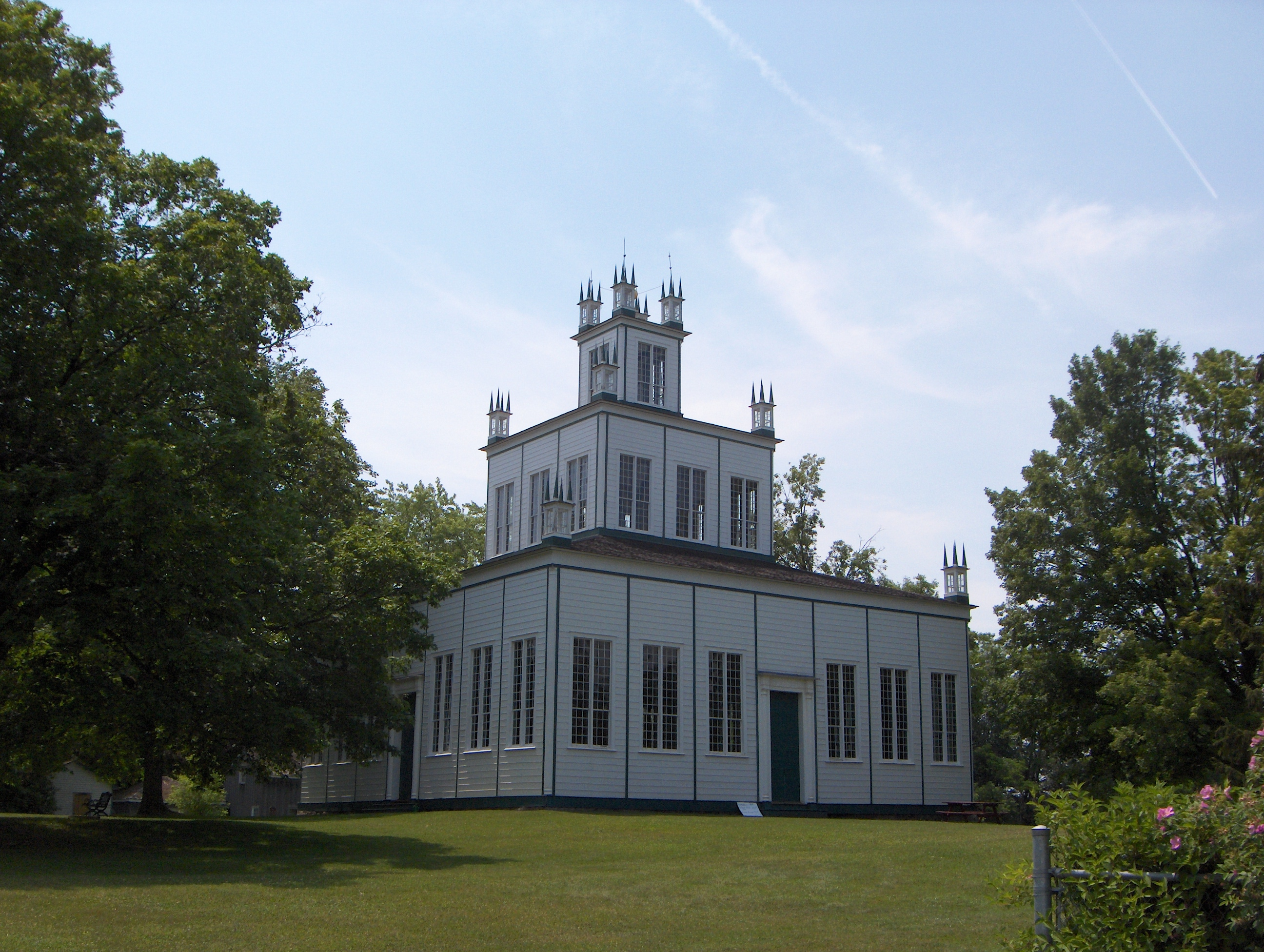
Temple de Sharon situé à Sharon, Ontario

Samuel Lount, né le 24 septembre 1791 et mort le 12 avril 1838, est un forgeron, agriculteur, magistrat et membre de l'Assemblée législative de la province du Haut-Canada pour le comté de Simcoe de 1834 à 1836. Il est l'un des organisateurs de la rébellion du Haut-Canada de 1837, pour laquelle il est pendu pour trahison. Son exécution a fait de lui un martyr du mouvement réformiste du Haut-Canada.

## Jeunesse
Samuel Lount est né à Catawissa, en Pennsylvanie, aux États-Unis, en 1791. Il est le fils aîné de Gabriel Lount (1759-1827), un immigrant anglais arrivé à Philadelphie en 1773 en tant que serviteur sous contrat. Il sert dans la milice de Pennsylvanie de 1777 à 1778, puis déménage à Cape May, New Jersey, vers 1782. La mère de Samuel, Philadelphia Hughes (1765 - vers 1827), est issue d'une des premières familles presbytériennes de Cape May, petite-fille du patriote de l'ère révolutionnaire James Whilldin et descendante directe des passagers du Mayflower, John Howland et Elizabeth Tilley. Les Lount et la famille élargie Hughes émigrent de Cape May à Catawissa, Northumberland, Pennsylvanie, vers 1790, puis dans le canton de Whitchurch, dans le Haut-Canada, en 1811. Gabriel Lount et ses fils Samuel, Gabriel et George deviennent arpenteurs et grands propriétaires fonciers dans le Haut-Canada. Gabriel Lount est député du Haut-Canada, tout comme son fils Samuel.
Samuel Lount est capturé en Pennsylvanie pendant la guerre de 1812 et ne retourne à Whitchurch qu'en 1815. Cette année-là, il épouse Elizabeth Soules, avec qui il a sept enfants. Il tient brièvement une taverne à Newmarket tout en travaillant comme géomètre, mais passe la majeure partie de sa vie adulte comme forgeron à Holland Landing. Samuel Lount fait également partie du comité de direction de l'entreprise qui a construit le premier bateau à vapeur sur le lac Simcoe, le Colborne. Il travaille également comme agent de son plus jeune frère, George Lount, un éminent marchand de Newmarket, jusqu'en 1836.

## Activité politique
Samuel Lount entre en politique active après l'expulsion par le « Family Compact » (au Bas-Canada, on parle de la « clique du Château ») de William Lyon Mackenzie, le représentant réformiste élu du comté de York de l'Assemblée provinciale. Une association politique est créée le 21 janvier 1833 à Toronto pour organiser des pétitions adressées à la Couronne au nom de Mackenzie. La branche du comté de Simcoe est menée par Samuel Lount, et la quatrième circonscription de York est organisée par Sam Hughes, un membre proéminent du mouvement religieux quaker les Enfants de la Paix à Sharon.
En 1834, il est élu au 12e Parlement du Haut-Canada pour représenter le comté de Simcoe. À l'Assemblée législative, il siège au comité chargé de constituer la première coopérative agricole du Canada, la « Farmers Storehouse Company », dirigée par Sam Hughes.
Samuel Lount, comme de nombreux réformateurs, est vaincu aux élections de 1836, mais dénonce une fraude et une intimidation électorales généralisées. Charles Duncombe, qui est un autre chef de la rébellion, porte à Londres une pétition réformiste sur les irrégularités électorales dans le cas de Lount, mais se voit refuser une audience par le ministère des Colonies britannique.

## Rébellion de 1837
En juillet 1837, juste après la mort du roi Guillaume IV, William Lyon Mackenzie commence à organiser une « convention constitutionnelle ». Les délégués seraient choisis par les associations réformistes de la province, qui se réuniraient pour défendre la constitution du Haut-Canada. Les conservateurs refusent de déclencher des élections après la mort du roi, comme l'exigeait la constitution, rendant illégale la Chambre d'Assemblée dominée par les conservateurs. Lors d'une réunion tenue à Newmarket en août, Samuel Lount, Sam Hughes, Nelson Gorham, Silas Fletcher, Jeremiah Graham et John McIntosh sont choisis comme délégués. Tous, sauf Hughes et McIntosh, figurent parmi les principaux organisateurs des agriculteurs rebelles qui devaient marcher sur la ville de Toronto le 7 décembre 1837. Samuel Lount réunit les volontaires de la communauté Children of Peace à Sharon pour qu'ils se joignent à une marche prévue sur Toronto et ont rejoint le groupe rebelle rassemblé à Montgomery's Tavern.
Lorsque la rébellion s'effondre, Lount tente de fuir vers les États-Unis, mais est arrêté et accusé de trahison. Malgré une pétition signée par 35 000 Haut-Canadiens qui réclament la clémence pour Samuel Lount, celui-ci est pendu le 12 avril 1838 dans la cour de la prison de la rue King, à l'angle des rues King et Toronto, à Toronto. Joseph Sheard est le contremaître de la prison et doit participer aux travaux de construction de l'échafaud. Cependant il refuse, affirmant : « Je ne touche pas à ça », « Lount et Matthews n'ont rien fait que je n'aurais pas fait moi-même, et je n'aiderai jamais personne à construire une potence pour les pendre ». Peter Matthews, un autre agriculteur soucieux du civisme qui a participé à la rébellion, a été exécuté à ses côtés.
Samuel Lount était intervenu pour tenter d'obtenir une aide médicale pour le lieutenant-colonel loyaliste Robert Moodie et avait empêché Mackenzie d'incendier la maison du shérif William Botsford Jarvis. Cependant, le Conseil exécutif de la province avait estimé qu'il fallait donner l'exemple.
Les derniers mots de Samuel Lount sont : « Prenez courage les garçons, je n'ai honte de rien de ce que j'ai fait, j'ai confiance en Dieu et je vais mourir comme un homme. » Ces mots sont reproduits sur une plaque historique près du site de la prison où il a été exécuté.

## Héritage
- Lount Lake, Ontario, au nord de Kenora (à 50.170888, -94.307458)
- Lount Lake, Ontario, à l'est de Kenora (à 49.840974, -94.312918)
- Canton de Lount, district de Parry Sound, Ontario, du nom du neveu de Samuel Lount, William Lount
- Rue Lount, Toronto
- Rue Lount, Barrie (Ontario)

Promenade Samuel Lount (Holland Landing)
- Commémoration Lount & Matthews, un événement annuel marquant leur patriotisme, organisé le 12 avril, jour de leur mort [10],[11]
- Rebellion Walking Tour, organisé par Mackenzie House à Toronto, à l'occasion autour de la date du 12 avril, jour de la pendaison de Lount [12]
- une image de Samuel Lount devait apparaître sur les billets de banque de la Banque républicaine du Canada, la branche financière des Hunters' Lodges[13]. Des images de Peter Matthews et de James Morreau devaient également figurer sur les billets de banque, à la suite de leur mort aux mains de la couronne britannique.

## Dans la culture populaire
Samuel Lount, un film de 1985 de Laurence Keane et Elvira Mary Lount (une arrière-arrière-petite-nièce de Samuel), mettait en vedette RH Thomson dans le rôle de Lount.